# تولیا (گروه موسیقی)
تولیا (به انگلیسی: Tulia) گروه موسیقی لهستانی است.
آن‌ها نماینده لهستان در یوروویژن ۲۰۱۹ بودند.